# Bruce E. Melnick
Bruce Edward Melnick (* 5. prosince 1949 v New Yorku, USA), americký kosmonaut. Ve vesmíru byl dvakrát.

## Život

### Mládí a výcvik
V roce 1967 absolvoval střední školu ve Clearwateru, roky 1967-1968 strávil v Georgia Institute of Technology v Atlantě a v letech 1972-1975 absolvoval studia na univerzitě West Florida.
V týmu astronautů NASA byl v letech 1987 až 1988. Oženil se s Kaye, rozenou Aughtmannovou a mají spolu dvě děti.

### Lety do vesmíru
Na oběžnou dráhu se v raketoplánech dostal dvakrát a strávil ve vesmíru 12 dní, 23 hodiny a 27 minut. Byl 231 člověkem ve vesmíru.
- STS-41 Discovery (6. října 1990 – 10. října 1990), letový specialista
- STS-49 Endeavour (7. května 1992 – 16. května 1992), letový specialista